# 法華寺 (墨田区)
法華寺（ほっけじ）は、東京都墨田区にある日蓮宗の寺院。

## 概要
1931年（昭和6年）、中谷磯五郎の寄進を受け、正法院日明（石川恵宥）によって開山された。当初は「吾妻教会」として発足した。1950年（昭和25年）に「寺院」へと昇格し、現在名に改称した。
境内には、鬼子母神が祀っており「子育駒形鬼子母神」と呼ばれている。

## 交通アクセス
- 本所吾妻橋駅A0出口より徒歩2分（経路案内）。